# 2010년대 일본의 텔레비전 드라마 목록
다음은 2010년대에 일본의 텔레비전에서 방송하는 드라마 프로그램을 나열한 목록이다.

## 2010년
| 작품 명                           | 장르        | 제작국  | 방송 시간                            | 주연                                        |
| --------------------------------- | ----------- | ------- | ------------------------------------ | ------------------------------------------- |
| 마지스카 학원                     | 학원 드라마 | TV 도쿄 | 드라마 24                            | 마에다 아츠코                               |
| 코드 블루-닥터헬기긴급구명-시즌 2 | 의료 드라마 | 후지 TV | 게츠쿠                               | 야마시타 토모히사 아라가키 유이 토다 에리카 |
| 꺽이지 않는 여자                  | 인간 드라마 | NTV     | 닛폰 TV 방송망 수요일 밤 10시 드라마 | 칸노 미호                                   |
| 엽기인걸 스나코                   | 러브 코미디 | TBS     | 킨도라                               | 카메나시 카즈야                             |
| 카바치타레!!                      | 법률 코미디 | TBS     | 일요극장                             | 사쿠라이 쇼 호리키타 마키                   |
| 블러디 먼데이 2                   | 미스테리    | TBS     | 도하치                               | 미우라 하루마                               |

| 작품 명                                      | 장르            | 제작국    | 방송 시간                            | 주연                        |
| -------------------------------------------- | --------------- | --------- | ------------------------------------ | --------------------------- |
| 8일째 매미                                   | 서스펜스 드라마 | NHK       | 화요일 22:00 - 22:43                 | 단 레이                     |
| 바티스타 수술 팀의 영광2: 제너럴 루주의 개선 | 의료 미스테리   | 간사이 TV | 간사이 TV 화요일 밤 10시 드라마      | 이토 아츠시                 |
| 트러블맨                                     | 시리어스 코미디 | TV 도쿄   | 드라마 24                            | 카토 시게아키               |
| 마더                                         | 휴먼 드라마     | NTV       | 닛폰 TV 방송망 수요일 밤 10시 드라마 | 마츠유키 야스코             |
| 솔직하지 못해서                              | 연애 드라마     | 모쿠쥬    | 에이타 우에노 주리                   |                             |
| 텀블링                                       | 학원 스포츠     | TBS       | 도하치                               | 야마모토 유스케             |
| 괴물군                                       | 인간 드라마     | NTV       | 돗쿠                                 | 오노 사토시                 |
| 신참자                                       | 형사휴먼드라마  | TBS       | 일요극장                             | 아베 히로시                 |
| 건달군과 안경양                              | 학원 드라마     | TBS       | 킨도라                               | 나리미야 히로키 나카 리이사 |
| 달의 연인~Moon Lovers~                       | 연애 드라마     | 후지 TV   | 게츠쿠                               | 기무라 타쿠야 시노하라 료코 |
| 강철의 여자                                  | 학원 드라마     | TV 아사히 | 금요 나이트 드라마                   | 키치세 미치코               |

| 작품 명                           | 장르          | 제작국    | 방송 시간                            | 주연                      |
| --------------------------------- | ------------- | --------- | ------------------------------------ | ------------------------- |
| 호타루의 빛 2                     | 연애 코미디   | NTV       | 닛폰 TV 방송망 수요일 밤 10시 드라마 | 아야세 하루카             |
| GOLD                              | 인간 드라마   | 후지 TV   | 모쿠쥬                               | 아마미 유키               |
| 모야시몬                          | 판타지 코미디 | 후지 TV   | 노이타미나                           | 나카무라 유이치           |
| 자만형사                          | 형사 코미디   | TBS       | 킨도라                               | 나가세 토모야             |
| 모테키                            | 연애 코미디   | TV 도쿄   | 드라마 24                            | 모리야마 미라이           |
| 여름의 사랑은 무지개색으로 빛난다 | 연애 드라마   | 후지 TV   | 게츠쿠                               | 마츠모토 준 다케우치 유코 |
| 아타미의 수사관                   | 형사 서스펜스 | TV 아사히 | 금요 나이트 드라마                   | 오다기리 조               |
| 10년 후에도 너를 사랑해           | SF·연애드라마 | NHK       | 화요일 22:00 - 22:43                 | 우에토 아야               |

| 작품 명                                                     | 장르            | 제작국    | 방송 시간                            | 주연                      |
| ----------------------------------------------------------- | --------------- | --------- | ------------------------------------ | ------------------------- |
| SPEC~경시청 공안부 공안 제5과 미상 사건 특별 대책계 사건부~ | 형사 미스테리   | TBS       | 킨도라                               | 토다 에리카 카세 료       |
| 양왕3 ~스페셜 에디션~                                       | 인간 드라마     | TV 도쿄   | 드라마 24                            | 하라 미키에               |
| 영능력자 오다기리 쿄코의 거짓                               | 코미디 미스테리 | TV 아사히 | 일요일 23:00 - 23:55                 | 이시하라 사토미           |
| 세컨드 버진                                                 | 휴먼 드라마     | NHK       | 화요일 22:00 - 22:48                 | 스즈키 쿄카               |
| 길티 악마와 계약한 여자                                     | 서스펜스 추리   | 간사이 TV | 간사이 TV 화요일 밤 10시 드라마      | 칸노 미호 타마키 히로시   |
| 사채꾼 우시지마                                             | 서스펜스 범죄   | MBS       | 화요일 24:55 - 25:25                 | 야마다 타카유키           |
| 교토지검의 여자 제6시리즈                                   | 미스테리 드라마 | TV 아사히 | 목요일 20:00 - 20:54                 | 나토리 유코               |
| 의룡-Team Medical Dragon-3                                  | 의료 드라마     | 후지 TV   | 모쿠쥬                               | 사카구치 겐지             |
| 비밀                                                        | 휴먼 미스테리   | TV 아사히 | 금요 나이트 드라마                   | 시다 미라이               |
| Q10                                                         | SF인간드라마    | NTV       | 돗쿠                                 | 사토 타케루 마에다 아츠코 |
| 유성                                                        | 연애 드라마     | 후지 TV   | 게츠쿠                               | 다케노우치 유타카         |
| 수의사 두리틀                                               | 의료 드라마     | TBS       | 일요극장                             | 오구리 슌                 |
| 퍼펙트 리포트                                               | 사회파 드라마   | 후지 TV   | 일요일 21:00 - 21:54                 | 마츠유키 야스코           |
| 프리터, 집을 사다                                           | 휴먼 드라마     | 후지 TV   | 캇쿠                                 | 니노미야 카즈나리         |
| 황금 돼지-회계 검사청 특별 조사과-                          | 경제 드라마     | NTV       | 닛폰 TV 방송망 수요일 밤 10시 드라마 | 시노하라 료코             |

## 2011년
| 작품 명                             | 장르            | 제작국    | 방송 시간                       | 주연                      |
| ----------------------------------- | --------------- | --------- | ------------------------------- | ------------------------- |
| 아름다운 이웃                       | 서스펜스 드라마 | 간사이 TV | 간사이 TV 화요일 밤 10시 드라마 | 나카마 유키에 단 레이     |
| 외교관 쿠로다 코사쿠                | 서스펜스 드라마 | 후지 TV   | 모쿠쥬                          | 오다 유지                 |
| 우라카라                            | 패러디 드라마   | TV 도쿄   | 드라마 24                       | 카라                      |
| 겨울의 벚꽃                         | 연애 드라마     | TBS       | 일요극장                        | 쿠사나기 츠요시           |
| 스쿨!!                              | 학원 드라마     | 후지 TV   | 후지 TV 드라마틱 선데이         | 에구치 요스케             |
| 소중한 것은 전부 네가 가르쳐 주었어 | 연애 드라마     | 후지 TV   | 게츠쿠                          | 토다 에리카 미우라 하루마 |

| 작품 명                                    | 장르        | 제작국           | 방송 시간                            | 주연                    |
| ------------------------------------------ | ----------- | ---------------- | ------------------------------------ | ----------------------- |
| 보스 시즌 2                                | 형사 드라마 | 후지 TV          | 모쿠쥬                               | 아마미 유키             |
| 마지스카 학원 2                            | 학원 드라마 | TV 도쿄          | 드라마 24                            | 마에다 아츠코           |
| JIN-진- 완결편                             | 의료 드라마 | TBS              | 일요극장                             | 오오사와 타카오         |
| 행복해지자                                 | 연애 드라마 | 후지 TV          | 게츠쿠                               | 카토리 싱고             |
| 강철의 여자 시즌 2                         | 학원 드라마 | TV 아사히        | TV 아사히 목요일 밤 9시 드라마       | 키치세 미치코           |
| 마루모의 규칙                              | 홈 드라마   | 후지 TV          | 후지 TV 드라마틱 선데이              | 아베 사다오 아시다 마나 |
| 아스코마치~아스카 공업 고교 이야기~        | 학원 드라마 | TV 아사히        | 일요일 23:00 - 23:55                 | 타케이 에미             |
| 스즈키 선생                                | 학원 드라마 | TV 도쿄          | 월요일 22:00 - 22:54                 | 하세가와 히로키         |
| 리바운드                                   | 연애 코미디 | NTV              | 닛폰 TV 방송망 수요일 밤 10시 드라마 | 아이부 사키             |
| 교토지검의 여자 제7시리즈                  | 형사 드라마 | TV 아사히        | 목요일 20:00 - 20:54                 | 나토리 유코             |
| 그래도, 살아간다                           | 휴먼 드라마 | 후지 TV          | 모쿠쥬                               | 에이타                  |
| 명탐정 코난: 쿠도 신이치에게 보내는 도전장 | 추리 드라마 | 요미우리 TV 방송 | 목요일 23:58 - 24:38                 | 미조바타 준페이         |

| 작품 명                                     | 장르          | 제작국    | 방송 시간                       | 주연                                                            |
| ------------------------------------------- | ------------- | --------- | ------------------------------- | --------------------------------------------------------------- |
| 용사 요시히코와 마왕의 성                   | 모험 코미디   | TV 도쿄   | 드라마 24                       | 야마다 타카유키                                                 |
| 하나와가의 네자매                           | 홈 드라마     | TBS       | 일요극장                        | 미즈키 아리사                                                   |
| 아름다운 그대에게~미남♂파라다이스~2011      | 학원 코미디   | 후지 TV   | 후지 TV 드라마틱 선데이         | 마에다 아츠코                                                   |
| 전개걸                                      | 연애 드라마   | 후지 TV   | 게츠쿠                          | 아라가키 유이                                                   |
| 바티스타 수술팀의 영광 3: 아리아드네의 탄환 | 의료 미스테리 | 간사이 TV | 간사이 TV 화요일 밤 10시 드라마 | 이토 아츠시                                                     |
| 미남이시네요                                | 음악 코미디   | TBS       | 킨도라                          | 타키모토 미오리 타마모리 유타 후지가야 타이스케 야오토메 히카루 |
| IS~남자도 여자도 아닌 성~                   | 휴먼 드라마   | TV 도쿄   | 월요일 22:00 - 22:54            | 후쿠다 사키 고리키 아야메                                       |
| 오란고교 호스트부                           | 학원 코미디   | TBS       | 금요일 24:20 - 24:50            | 카와구치 하루나                                                 |
| 아라카와 언더 더 브릿지                     | 코미디 드라마 | MBS       | 화요일 24:55 - 25:25            | 하야시 켄토                                                     |
| 지우 경시청 특수범 수사계                   | 형사 드라마   | TV 아사히 | 금요 나이트 드라마              | 쿠로키 메이사 타베 미카코                                       |

| 작품 명                       | 장르               | 제작국    | 방송 시간                            | 주연                        |
| ----------------------------- | ------------------ | --------- | ------------------------------------ | --------------------------- |
| 여기가 소문의 엘파라시오      | 스포츠 드라마      | TV 도쿄   | 드라마 24                            | 타케다 코헤이               |
| 가정부 미타                   | 홈 서스펜스 드라마 | NTV       | 닛폰 TV 방송망 수요일 밤 10시 드라마 | 마츠시마 나나코             |
| 꿀맛~A Taste Of Honey~        | 연애 드라마        | 후지 TV   | 모쿠쥬                               | 에이쿠라 나나 칸노 미호     |
| 심야식당2                     | 요리 드라마        | MBS       | 화요일 24:55 - 25:25                 | 코바야시 카오루             |
| 남극대륙                      | 전기 드라마        | TBS       | 일요극장                             | 기무라 타쿠야               |
| 내가 연애할 수 없는 이유      | 연애 드라마        | 후지 TV   | 게츠쿠                               | 카리나                      |
| 수수께끼 풀이는 저녁식사 후에 | 코미디 미스테리    | 후지 TV   | 캇쿠                                 | 사쿠라이 쇼 키타가와 케이코 |
| 전업주부탐정~나는 그림자      | 추리 드라마        | TBS       | 킨도라                               | 후카다 쿄코                 |
| 11명이나 있어!                | 홈 드라마          | TV 아사히 | 금요 나이트 드라마                   | 카미키 류노스케             |
| 요괴인간 벰                   | 인간 드라마        | NTV       | 돗쿠                                 | 카메나시 카즈야             |
| 나와 스타의 99일              | 로맨틱 코미디      | 후지 TV   | 후지 TV 드라마틱 선데이              | 니시지마 히데토시 김태희    |

## 2012년
| 작품 명                                              | 장르            | 제작국    | 방송 시간                      | 주연                          |
| ---------------------------------------------------- | --------------- | --------- | ------------------------------ | ----------------------------- |
| 고독한 미식가                                        | 음식 드라마     | TV 도쿄   | 수요일 23:58 - 0:45            | 마츠시게 유타카               |
| 스텝파더 스텝                                        | 코미디 미스테리 | TBS       | 월요일 20:00 - 20:54           | 카미카와 타카야               |
| 스트로베리 나이트                                    | 형사 드라마     | 후지 TV   | 캇쿠                           | 다케우치 유코                 |
| 오늘은 만사 대길하게                                 | 서스펜스 드라마 | NHK       | 화요일 22:55 - 23:25           | 유카                          |
| 틴코트                                               | 법정            | NTV       | 화요일 23:58 - 24:29           | 고리키 아야메                 |
| 수학♥여자학원                                        | 학원 드라마     | NTV       | 수요일 24:59 - 25:29           | 다나카 레이나 미치시게 사유미 |
| 최고의 인생을 마감하는 방법, 엔딩 플래너             | 홈 드라마       | TBS       | TBS 목요일 밤 9시 드라마       | 야마시타 토모히사             |
| 끝에서 두번째 사랑                                   | 러브 코미디     | 후지 TV   | 모쿠쥬                         | 코이즈미 쿄코 나카이 키이치   |
| 이상의 아들                                          | 홈 코미디       | NTV       | 돗쿠                           | 야마다 료스케 스즈키 쿄카     |
| 뮤즈의 거울                                          | 코미디 드라마   | NTV       | 토요일 25:55 - 26:10           | 사시하라 리노                 |
| 운명의 인간                                          | 경제 드라마     | TBS       | 일요극장                       | 모토키 마사히로               |
| 하야미씨라고 불릴 날                                 | 홈 코미디       | 후지 TV   | 후지 TV 드라마틱 선데이        | 마츠시타 나오                 |
| 럭키 세븐                                            | 액션 드라마     | 후지 TV   | 게츠쿠                         | 마츠모토 준                   |
| 가족팔경 Nanase,Telepathy Girl's Ballad              | SF 서스펜스     | MBS       | 화요일 24:55 - 25:25           | 키나미 하루카                 |
| 성스러운 괴물들                                      | 의료 서스펜스   | TV 아사히 | TV 아사히 목요일 밤 9시 드라마 | 오카다 마사키                 |
| 망상수사: 구와가타 고이치 준교수의 스타일리시한 생활 | 추리 드라마     | TV 아사히 | 일요일 23:00 - 23:55           | 사토 류타                     |

| 작품 명                                 | 장르             | 제작국    | 방송 시간                       | 주연                            |
| --------------------------------------- | ---------------- | --------- | ------------------------------- | ------------------------------- |
| 37세에 의사가 된 나~연수의 순정 이야기~ | 의료 휴먼        | 간사이 TV | 간사이 TV 화요일 밤 10시 드라마 | 쿠사나기 츠요시                 |
| 개구리 왕녀님                           | 음악 드라마      | 후지 TV   | 모쿠쥬                          | 아마미 유키                     |
| 도시 전설의 여자                        | 형사 코미디      | TV 아사히 | 금요 나이트 드라마              | 나가사와 마사미                 |
| 클로버                                  | 학원 드라마      | TV 도쿄   | 드라마 24                       | 카쿠 켄토                       |
| 사립 바카레아 고교                      | 학원 코미디      | NTV       | 토요일 24:50 - 25:20            | 모리모토 신타로 시마자키 하루카 |
| ATARU                                   | 형사추리         | TBS       | 일요극장                        | 나카이 마사히로                 |
| 가족의 노래                             | 홈 드라마        | 후지 TV   | 후지 TV 드라마틱 선데이         | 오다기리 조                     |
| 열쇠가 잠긴 방                          | 추리 드라마      | 후지 TV   | 게츠쿠                          | 오노 사토시                     |
| 리갈 하이                               | 법정 코미디      | 후지 TV   | 캇쿠                            | 사카이 마사토 아라가키 유이     |
| 어린이 경찰                             | 형사 코미디      | MBS       | 화요일 24:55 - 25:25            | 스즈키 후쿠                     |
| 파파돌!                                 | 패러디 드라마    | TBS       | TBS 목요일 밤 9시 드라마        | 니시키도 료                     |
| 미래일기-ANOTHER:WORLD-                 | SF 판타지 드라마 | 후지 TV   | 후지 TV 토드라                  | 오카다 마사키                   |
| W의 비극                                | 서스펜스 추리    | TV 아사히 | TV 아사히 목요일 밤 9시 드라마  | 타케이 에미                     |

| 작품 명                                      | 장르                      | 제작국    | 방송 시간                       | 주연 |
| -------------------------------------------- | ------------------------- | --------- | ------------------------------- | --- |
| 뷰티풀 레인                                  | 홈 휴먼                   | 후지 TV   | 후지 TV 드라마틱 선데이         | 토요카와 에츠시 아시다 마나 |
| 나니와 소년탐정단                            | 추리 드라마               | TBS       | 월요일 20:00 - 20:54            | 타베 미카코 |
| GTO                                          | 학원 드라마               | 간사이 TV | 간사이 TV 화요일 밤 10시 드라마 | AKIRA |
| 교토지검의 여자 제8시리즈                    | 검사 드라마               | TV 아사히 | 목요일 20:00 - 20:54            | 나토리 유코 |
| 히가시노 게이고 미스테리즈                   | 미스테리 드라마           | 후지 TV   | 모쿠쥬                          | 카라사와 토시아키 사카구치 겐지 마츠시타 나오 미즈키 아리사 소리마치 타카시 나가사와 마사미 토다 에리카 미우라 하루마 히로스에 료코 시노하라 료코 스즈키 쿄카 |
| 보이즈 온 더 런                              | 휴먼 코미디               | TV 아사히 | 금요 나이트 드라마              | 마루야마 류헤이 |
| 고스트 마마 수사선~나와 마마의 이상한 100일~ | 경찰 판타지               | NTV       | 돗쿠                            | 나카마 유키에 |
| 스프라우트                                   | 학원연애드라마            | NTV       | 토요일 24:50 - 25:20            | 치넨 유리 |
| 서머 레스큐~천공의 진료소~                   | 의료 드라마               | TBS       | 일요극장                        | 무카이 오사무 |
| 리치 맨, 푸어 우먼                           | 로맨틱 코미디·경제 드라마 | 후지 TV   | 게츠쿠                          | 오구리 슌 이시하라 사토미 |
| 숨도 쉴 수 없는 여름                         | 서스펜스 드라마           | 후지 TV   | 캇쿠                            | 타케이 에미 |
| 비기너즈!                                    | 경찰·학원 드라마          | TBS       | TBS 목요일 밤 9시 드라마        | 후지가야 타이스케 키타야마 히로미츠 |
| 전국 바사라-문라이트 파티-                   | 시대극                    | MBS       | 목요일 25:25 - 25:55            | 하야시 켄토 타케다 코헤이 |
| 마지스카 학원 3                              | 액션 드라마               | TV 도쿄   | 드라마 24                       | 시마자키 하루카 |
| 드래곤 청년단                                | 모험 코미디               | MBS       | 화요일 24:55 - 25:25            | 야스다 쇼타 |
| 검은 여교사                                  | 학원 서스펜스             | TBS       | 킨도라                          | 에이쿠라 나나 |
| 쓰루카메 조산원~남쪽 섬으로부터~             | 의료 휴먼                 | NHK       | 화요일 22:00 - 22:48            | 나카 리이사 |

| 작품 명                               | 장르             | 제작국    | 방송 시간                            | 주연                          |
| ------------------------------------- | ---------------- | --------- | ------------------------------------ | ----------------------------- |
| Piece                                 | 연애 미스테리    | NTV       | 토요일 24:55 - 25:25                 | 나카야마 유마                 |
| 고교입시                              | 학원 미스테리    | 후지 TV   | 후지 TV 토드라                       | 나가사와 마사미               |
| 고잉 마이 홈                          | 홈 판타지        | 간사이 TV | 간사이 TV 화요일 밤 10시 드라마      | 아베 히로시                   |
| 도쿄 전력 소녀                        | 홈 코미디        | NTV       | 닛폰 TV 방송망 수요일 밤 10시 드라마 | 타케이 에미                   |
| 고독한 미식가 시즌 2                  | 음식 드라마      | TV 도쿄   | 수요일 23:58 - 0:45                  | 마츠시게 유타카               |
| 결혼하지 않는다                       | 연애 드라마      | 후지 TV   | 모쿠쥬                               | 칸노 미호 아마미 유키         |
| 오오쿠~탄생［아리고토·이에미쓰 편］   | 시대극           | TBS       | 킨도라                               | 사카이 마사토 타베 미카코     |
| 용사 요시히코와 악령의 열쇠           | 모험 코미디      | TV 도쿄   | 드라마 24                            | 야마다 타카유키               |
| 악몽짱                                | SF·판타지 드라마 | NTV       | 돗쿠                                 | 키타가와 케이코               |
| 도쿄 에어포트~도쿄 공항 관제 보안부~  | 공항 드라마      | 후지 TV   | 후지 TV 드라마틱 선데이              | 후카다 쿄코                   |
| 레지던트~5명의 연수의                 | 의료 드라마      | TBS       | TBS 목요일 밤 9시 드라마             | 나카 리이사                   |
| 닥터-X~외과의·다이몬 미치코~          | 의료 드라마      | TV 아사히 | TV 아사히 목요일 밤 9시 드라마       | 요네쿠라 료코                 |
| 몬스터스                              | 형사 드라마      | TBS       | 일요극장                             | 카토리 싱고 야마시타 토모히사 |
| PRICELESS~있을 리 없잖아, 그런 거!~   | 사회파 드라마    | 후지 TV   | 게츠쿠                               | 기무라 타쿠야                 |
| 늦게 피는 해바라기~나의 인생, 리뉴얼~ | 휴먼 드라마      | 후지 TV   | 캇쿠                                 | 이쿠타 토마                   |
| 하나씨의 간단요리                     | 요리 드라마      | MBS       | 화요일 24:55 - 25:25                 | 쿠라시나 카나                 |

## 2013년
| 작품 명                    | 장르            | 제작국    | 방송 시간                            | 주연                      |
| -------------------------- | --------------- | --------- | ------------------------------------ | ------------------------- |
| 서점원 미치루의 신상이야기 | 서스펜스 드라마 | NHK       | 화요일 22:55 - 23:24                 | 토다 에리카               |
| 최고의 이혼                | 휴먼 드라마     | 후지 TV   | 모쿠쥬                               | 에이타                    |
| 노부나가의 셰프            | SF·역사 드라마  | TV 아사히 | 금요 나이트 드라마                   | 타마모리 유타             |
| 마호로 역 다다 심부름집    | 인간 드라마     | TV 도쿄   | 드라마 24                            | 에이타 마츠다 류헤이      |
| 심리치료중-in the Room-    | 인간 드라마     | NTV       | 일요일 0:50 - 1:20                   | 이나가키 고로             |
| 라스트 호프                | 의료 드라마     | 후지 TV   | 캇쿠                                 | 아이바 마사키             |
| 셰어 하우스의 연인         | 러브 코미디     | NTV       | 닛폰 TV 방송망 수요일 밤 10시 드라마 | 미즈카와 아사미           |
| 야행관람차                 | 서스펜스 드라마 | TBS       | 킨도라                               | 스즈키 쿄카               |
| 울지마, 하라짱             | 판타지 드라마   | NTV       | 돗쿠                                 | 나가세 토모야 아소 쿠미코 |

| 작품 명                                 | 장르             | 제작국    | 방송 시간                            | 주연                              |
| --------------------------------------- | ---------------- | --------- | ------------------------------------ | --------------------------------- |
| BAD BOYS J                              | 액션 드라마      | NTV       | 일요일 0:50 - 1:20                   | 나카지마 켄토                     |
| 희미한 그녀                             | 판타지 코미디    | 간사이 TV | 간사이 TV 화요일 밤 10시 드라마      | 카토리 싱고                       |
| 쿠로유리단지~서장~                      | 호러 드라마      | TBS       | 수요일 2:28 - 2:58                   |                                   |
| 메시바나 형사 타치바나                  | 음식 드라마      | TV 도쿄   | 수요일 23:58 - 0:45                  | 사토 지로                         |
| 라스트♡신데렐라                         | 연애 드라마      | 후지 TV   | 모쿠쥬                               | 시노하라 료코                     |
| 날씨 언니                               | 추리 드라마      | TV 아사히 | 금요 나이트 드라마                   | 타케이 에미                       |
| 모두! 초능력자야!                       | SF 코미디        | TV 도쿄   | 드라마 24                            | 소메타니 쇼타                     |
| 35세의 고교생                           | 학원 드라마      | NTV       | 돗쿠                                 | 요네쿠라 료코                     |
| 갈릴레오 제2시즌                        | 추리 드라마      | 후지 TV   | 게츠쿠                               | 후쿠야마 마사하루 요시타카 유리코 |
| 구름계단                                | 의료 연애 드라마 | NTV       | 닛폰 TV 방송망 수요일 밤 10시 드라마 | 하세가와 히로키                   |
| TAKE FIVE~우리는 사랑을 훔칠 수 있을까~ | 범죄 드라마      | TBS       | 킨도라                               | 카라사와 토시아키                 |

| 작품 명                    | 장르              | 제작국    | 방송 시간                            | 주연                                 |
| -------------------------- | ----------------- | --------- | ------------------------------------ | ------------------------------------ |
| Woman                      | 휴먼 드라마       | NTV       | 닛폰 TV 방송망 수요일 밤 10시 드라마 | 미츠시마 히카리                      |
| 가면 티처                  | 학원 드라마       | NTV       | 일요일 0:50 - 1:20                   | 후지가야 타이스케                    |
| 한자와 나오키              | 경제 드라마       | TBS       | 일요극장                             | 사카이 마사토 우에토 아야            |
| SUMMER NUDE                | 연애 드라마       | 후지 TV   | 게츠쿠                               | 야마시타 토모히사 카리나 토다 에리카 |
| 구명 병동 24시 제5시리즈   | 의료 드라마       | 후지 TV   | 캇쿠                                 | 마츠시마 나나코                      |
| 스타맨·이 별의 사랑        | 홈 연애           | 간사이 TV | 간사이 TV 화요일 밤 10시 드라마      | 히로스에 료코                        |
| 고독한 미식가 Season3      | 음식 드라마       | TV 도쿄   | 수요일 23:58 - 다음날 0:45           | 마츠시게 유타카                      |
| 리미트                     | 서바이벌 서스펜스 | TV 도쿄   | 드라마 24                            | 사쿠라바 나나미                      |
| 사이토 씨2                 | 학원 드라마       | NTV       | 돗쿠                                 | 미즈키 아리사                        |
| 텐마씨가 간다              | 호러 코미디       | TBS       | 드라마 NEO                           | 도모토 츠요시                        |
| 교토지검의 여자 제9시리즈  | 검사 드라마       | TV 아사히 | 목요일 19:58 - 20:54                 | 나토리 유코                          |
| 핀토코나                   | 연애 드라마       | TBS       | TBS 목요일 밤 9시 드라마             | 타마모리 유타                        |
| 리얼 탈출 게임 밀실 미소녀 | 미스터리 드라마   | TV 도쿄   | 일요일 0:50 - 1:15                   |                                      |
| 야마다와 7명의 마녀        | 인간 드라마       | 후지 TV   | 후지 TV 토드라                       | 니시우치 마리야 야마모토 유스케      |

| 작품 명                            | 장르             | 제작국    | 방송 시간                            | 주연                            |
| ---------------------------------- | ---------------- | --------- | ------------------------------------ | ------------------------------- |
| 단다린 一〇一                      | 경제 드라마      | NTV       | 닛폰 TV 방송망 수요일 밤 10시 드라마 | 다케우치 유코                   |
| 49                                 | 학원 판타지      | NTV       | 일요일 0:50 - 1:20                   | 사토 쇼리                       |
| 리갈 하이 2기                      | 법정 코미디      | 후지 TV   | 후지 TV 수요일 밤 10시 드라마        | 사카이 마사토 아라가키 유이     |
| 독신 귀족                          | 로맨틱 코미디    | 후지 TV   | 모쿠쥬                               | 쿠사나기 츠요시                 |
| 도시 전설의 여자 Part2             | 형사 코미디      | TV 아사히 | 금요 나이트 드라마                   | 나가사와 마사미 미조바타 준페이 |
| 도쿄 밴드왜건~변두리 대가족 이야기 | 홈 드라마        | NTV       | 돗쿠                                 | 카메나시 카즈야                 |
| 안도로이도~A.I.Knows LOVE?~        | SF 드라마        | TBS       | 일요극장                             | 기무라 타쿠야 시바사키 코우     |
| 바다 위의 진료소                   | 의료·연애 드라마 | 후지 TV   | 게츠쿠                               | 마츠다 쇼타                     |
| 미스 파일럿                        | 공항 드라마      | 후지 TV   | 캇쿠                                 | 호리키타 마키                   |
| 닥터-X~외과의·다이몬 미치코~ 2기   | 의료 드라마      | TV 아사히 | TV 아사히 목요일 밤 9시 드라마       | 요네쿠라 료코                   |
| 남편의 그녀                        | 시트콤           | TBS       | TBS 목요일 밤 9시 드라마             | 카와구치 하루나                 |

## 2014년
| 작품 명                        | 장르            | 제작국    | 방송 시간                     | 주연                                        |
| ------------------------------ | --------------- | --------- | ----------------------------- | ------------------------------------------- |
| 연문일화                       | 연애 드라마     | NTV       | 화요일 1:29 - 1:59            | E-girls                                     |
| 종이달                         | 서스펜스 드라마 | NHK       | 화요일 22:00 - 22:48          | 하라다 토모요                               |
| 내가 있었던 시간               | 휴먼 드라마     | 후지 TV   | 후지 TV 수요일 밤 10시 드라마 | 미우라 하루마                               |
| Dr.DMAT                        | 의료 서스펜스   | TBS       | TBS 목요일 밤 9시 드라마      | 오쿠라 타다요시                             |
| 의룡4〜Team Medical Dragon〜   | 의학 드라마     | 후지 TV   | 모쿠쥬                        | 사카구치 겐지                               |
| 수수께끼의 전학생              | SF 드라마       | TV 도쿄   | 드라마 24                     | 나카무라 아오이 혼고 카나타 사쿠라이 미나미 |
| 전력 외 수사관                 | 형사 드라마     | NTV       | 돗쿠                          | 타케이 에미                                 |
| 로스트 데이즈                  | 연애 서스펜스   | 후지 TV   | 후지 TV 토드라                | 세토 코지                                   |
| SHARK                          | 음악 드라마     | NTV       | 일요일 0:50 - 1:20            | 히라노 쇼                                   |
| 실연 쇼콜라티에                | 연애 드라마     | 후지 TV   | 게츠쿠                        | 마츠모토 준                                 |
| 사채꾼 우시지마 Season2        | 범죄 드라마     | MBS       | 금요일 0:59 - 1:29            | 야마다 타카유키                             |
| 내가 싫어하는 탐정             | 추리 드라마     | TV 아사히 | 금요 나이트 드라마            | 고리키 아야메                               |
| 다크 시스템 사랑의 왕좌 결정전 | 연애 드라마     | TBS       | 드라마 NEO                    | 야오토메 히카루                             |

| 작품 명                                                                 | 장르             | 제작국    | 방송 시간                                  | 주연                                      |
| ----------------------------------------------------------------------- | ---------------- | --------- | ------------------------------------------ | ----------------------------------------- |
| 블랙 프레지던트                                                         | 인간 드라마      | 간사이 TV | 간사이 TV 화요일 밤 10시 드라마            | 사와무라 잇키 쿠로키 메이사               |
| SMOKING GUN〜결정적 증거〜                                              | 형사 드라마      | 후지 TV   | 후지 TV 수요일 밤 10시 드라마              | 카토리 싱고                               |
| BORDER 경시청 수사일과 살인범수사 제4계                                 | 형사 드라마      | TV 아사히 | TV 아사히 목요일 밤 9시 드라마             | 오구리 슌                                 |
| MOZU Season1〜때까치 우는 밤〜                                          | 형사 드라마      | TBS       | TBS 목요일 밤 9시 드라마                   | 니시지마 히데토시                         |
| 앨리스의 가시                                                           | 복수 드라마      | TBS       | 킨도라                                     | 우에노 주리                               |
| 약해도 이길 수 있습니다〜아오시 선생님과 풋내기 고교 야구 선수의 야망〜 | 학원 드라마      | NTV       | 돗쿠                                       | 니노미야 카즈나리                         |
| 극악 간보                                                               | 금융 드라마      | 후지 TV   | 게츠쿠                                     | 오노 마치코                               |
| 속·끝에서 두번째 사랑                                                   | 연애 드라마      | 후지 TV   | 모쿠쥬                                     | 코이즈미 쿄코 나카이 키이치               |
| 사신 군                                                                 | 하트 풀 드라마   | TV 아사히 | 금요 나이트 드라마                         | 오노 사토시                               |
| 퍼스트 클래스                                                           | 여성 드라마      | 후지 TV   | 후지 TV 토드라                             | 사와지리 에리카                           |
| 리버스 에지 오카와바타 탐정사                                           | 추리 드라마      | TV 도쿄   | 드라마 24                                  | 오다기리 조                               |
| SHARK〜2nd Season〜                                                     | 음악 드라마      | NTV       | 일요일 0:50 - 1:20                         | 시게오카 다이키                           |
| 세일러 좀비                                                             | 청춘 호러 드라마 | TV 도쿄   | TV 도쿄 금요 심야 1시 시간대의 심야 드라마 | 오오와다 나나 카와에이 리나 타카하시 쥬리 |
| 루즈벨트 게임                                                           | 서스펜스 드라마  | TBS       | 일요극장                                   | 카라사와 토시아키                         |

| 작품 명                           | 장르            | 제작국    | 방송 시간                                  | 주연                          |
| --------------------------------- | --------------- | --------- | ------------------------------------------ | ----------------------------- |
| GTO                               | 학원 드라마     | 간사이 TV | 간사이 TV 화요일 밤 10시 드라마            | AKIRA 히가 마나미             |
| 젊은이들 2014                     | 청춘 드라마     | 후지 TV   | 후지 TV 수요일 밤 10시 드라마              | 츠마부키 사토시               |
| 고독한 미식가 Season4             | 요리 드라마     | TV 도쿄   | 수요일 23:58 - 다음날 0:45                 | 마츠시게 유타카               |
| 노부나가의 셰프 Part2             | 전국 드라마     | TV 아사히 | 목요일 19:58 - 20:54                       | 타마모리 유타                 |
| 수구 양키스                       | 청춘 드라마     | 후지 TV   | 후지 TV 토드라                             | 나카지마 유토 야마자키 켄토   |
| HERO 제2기                        | 검사 드라마     | 후지 TV   | 게츠쿠                                     | 기무라 타쿠야 키타가와 케이코 |
| ST 적과 백의 수사 파일            | 형사 드라마     | NTV       | 닛폰 TV 방송망 수요일 밤 10시 드라마       | 후지와라 타츠야 오카다 마사키 |
| 제로의 진실~감찰의·마츠모토 마오~ | 미스터리 드라마 | TV 아사히 | TV 아사히 목요일 밤 9시 드라마             | 타케이 에미                   |
| 메꽃~평일 오후 3시의 연인들~      | 연애 드라마     | 후지 TV   | 모쿠쥬                                     | 우에토 아야                   |
| 아오이 호노오                     | 코미디 드라마   | TV 도쿄   | 드라마 24                                  | 야기라 유야                   |
| 킨다이치 소년의 사건부 N(neo)     | 미스터리 드라마 | NTV       | 돗쿠                                       | 야마다 료스케 카와구치 하루나 |
| 근거리 연애~Season Zero~          | 연애 드라마     | NTV       | 토요일 0:50 - 1:20                         | 아베 아란                     |
| 어게인!!                          | 청춘 드라마     | MBS       | 일요일 0:50 - 1:20                         | 후지이 류세이 하야미 아카리   |
| 아라사짱 무수정                   | 에로틱 드라마   | TV 도쿄   | TV 도쿄 금요 심야 1시 시간대의 심야 드라마 | 단 미츠                       |

| 작품 명                            | 장르                 | 제작국    | 방송 시간                            | 주연                          |
| ---------------------------------- | -------------------- | --------- | ------------------------------------ | ----------------------------- |
| 다마가와 구청 OF THE DEAD          | 호러 코미디          | TV 도쿄   | 드라마 24                            | 하야시 켄토 히로세 아리스     |
| 닥터-X~외과의·다이몬 미치코~ 제3기 | 의학 드라마          | TV 아사히 | 목요일 21:00 - 21:54                 | 요네쿠라 료코                 |
| 지옥선생 누~베~                    | 학원 드라마          | NTV       | 돗쿠                                 | 마루야마 류헤이               |
| 미안해 청춘!                       | 학원 드라마          | TBS       | 일요극장                             | 니시키도 료                   |
| 노부나가 콘체르토                  | 역사 드라마          | 후지 TV   | 게츠쿠                               | 오구리 슌                     |
| 퍼스트 클래스 2                    | 여성 드라마          | 후지 TV   | 후지 TV 수요일 밤 10시 드라마        | 사와지리 에리카               |
| 오늘은 회사 쉬겠습니다             | 연애 드라마          | NTV       | 닛폰 TV 방송망 수요일 밤 10시 드라마 | 아야세 하루카                 |
| MOZU Season2~환상의 날개~          | 경찰 드라마          | TBS       | TBS 목요일 밤 9시 드라마             | 니시지마 히데토시             |
| 디어 시스터                        | 여성 드라마          | 후지 TV   | 모쿠쥬                               | 이시하라 사토미 마츠시타 나오 |
| N을 위하여                         | 순애 미스터리 드라마 | TBS       | 킨도라                               | 에이쿠라 나나                 |
| 헤이세이 부사이쿠 샐러리맨         | 사무실 드라마        | NTV       | 토요일 24:50 - 25:20                 | 부사이쿠                      |
| 심야식당 3                         | 요리 드라마          | MBS       | 일요일 24:50 - 25:20                 | 코바야시 카오루               |
| 모든 것이 F가 된다                 | 서스펜스 드라마      | 후지 TV   | 캇쿠                                 | 타케이 에미 아야노 고         |
| 검은 옷 이야기                     | 인간 드라마          | TV 아사히 | 금요 나이트 드라마                   | 나카지마 켄토                 |

## 2015년
| 작품 명                            | 장르            | 제작국    | 방송 시간                            | 주연                              |
| ---------------------------------- | --------------- | --------- | ------------------------------------ | --------------------------------- |
| 쩐의 전쟁                          | 복수 드라마     | 간사이 TV | 간사이 TV 화요일 밤 10시 드라마      | 쿠사나기 츠요시                   |
| 학교의 계단                        | 학원 드라마     | NTV       | 돗쿠                                 | 히로세 스즈 카미키 류노스케       |
| 오빠, 가챠                         | 가족 드라마     | NTV       | 일요일 0:50 - 1:20                   | 스즈키 리오 키시 유타             |
| 고스트라이터                       | 서스펜스 드라마 | 후지 TV   | 캇쿠                                 | 나카타니 미키                     |
| 유감스러운 남편                    | 가족 드라마     | 후지 TV   | 후지 TV 수요일 밤 10시 드라마        | 타마키 히로시                     |
| ○○아내                             | 연애 드라마     | NTV       | 닛폰 TV 방송망 수요일 밤 10시 드라마 | 시바사키 코우                     |
| 문제 있는 레스토랑                 | 음식 드라마     | 후지 TV   | 모쿠쥬                               | 마키 요코, 히가시데 마사히로      |
| 우로보로스 ~이 사랑이야말로, 정의. | 경찰 드라마     | TBS       | 킨도라                               | 이쿠타 토마                       |
| 유성 왜건                          | 가족 드라마     | TBS       | 일요극장                             | 니시지마 히데토시 카가와 테루유키 |
| 데이트~사랑이란 어떤 것일까~       | 연애 드라마     | 후지 TV   | 게츠쿠                               | 안 하세가와 히로키                |
| 마지스카 학원4                     | 학원 드라마     | NTV       | 화요일 1:29 - 1:59                   | 미야와키 사쿠라 시마자키 하루카   |

| 작품 명                         | 장르                      | 제작국           | 방송 시간                            | 주연                              |
| ------------------------------- | ------------------------- | ---------------- | ------------------------------------ | --------------------------------- |
| 연애시대                        | 연애 드라마               | 요미우리 TV 방송 | 목요일 23:59 - 금요일 0:54           | 히가 마나미                       |
| 마음이 부서지네요               | 로맨틱 코미디             | 후지 TV          | 후지 TV 수요일 밤 10시 드라마        | 아베 사다오                       |
| 앨저넌에게 꽃을                 | SF 드라마                 | TBS              | 킨도라                               | 야마시타 토모히사 쿠리야마 치아키 |
| 불편한 심부름센터               | 연애 드라마               | TV 도쿄          | 드라마 24                            | 오카다 마사키                     |
| 어서 오세요, 우리 집에          | 범죄 드라마               | 후지 TV          | 게츠쿠                               | 아이바 마사키 사와지리 에리카     |
| 싸우다! 서점 걸                 | 인간 드라마               | 후지 TV          | 간사이 TV 화요일 밤 10시 드라마      | 와타나베 마유 이나모리 이즈미     |
| 미녀와 남자                     | 로맨틱 코미디             | NHK              | 화요일 22:00 - 22:48                 | 나카마 유키에 마치다 케이타       |
| Dr.린타로                       | 의학 드라마               | NTV              | 닛폰 TV 방송망 수요일 밤 10시 드라마 | 사카이 마사토                     |
| 아임 홈                         | 가족 드라마               | TV 아사히        | TV 아사히 목요일 밤 9시 드라마       | 기무라 타쿠야                     |
| 야메고쿠~야쿠자 그만두겠습니다~ | 형사 드라마               | TBS              | TBS 목요일 밤 9시 드라마             | 오오시마 유코                     |
| She                             | 학원 청춘 서스펜스 드라마 | 후지 TV          | 후지 TV 토드라                       | 마츠오카 마유                     |
| 와일드 히어로즈                 | 인간 드라마               | NTV              | 일요일 22:30 - 23:25                 | TAKAHIRO                          |
| 망상 그녀                       | 로맨틱 코미디             | 후지 TV          | 후지 TV 토드라                       | 히로세 아리스 아사리 요스케       |

| 작품 명                       | 장르               | 제작국     | 방송 시간                      | 주연                            |
| ----------------------------- | ------------------ | ---------- | ------------------------------ | ------------------------------- |
| 데스노트                      | 서스펜스 드라마    | NTV        | 일요일 22:30 - 23:25           | 쿠보타 마사타카 야마자키 켄토   |
| 리스크의 신                   | 서스펜스 드라마    | 후지 TV    | 후지 TV 수요일 밤 10시 드라마  | 츠츠미 신이치                   |
| 에이지 해러스먼트             | 사무실 드라마      | TV 아사히  | TV 아사히 목요일 밤 9시 드라마 | 타케이 에미                     |
| 탐정의 탐정                   | 추리 드라마        | 후지 TV    | 모쿠쥬                         | 키타가와 케이코                 |
| 명랑 개구리 뽕키치            | 인간 드라마        | NTV        | 돗쿠                           | 마츠야마 켄이치                 |
| 나폴레옹의 마을               |                    | TBS        | 일요극장                       | 카라사와 토시아키 아소 쿠미코   |
| 사랑하는 사이                 | 연애 드라마        | 후지 TV    | 게츠쿠                         | 후쿠시 소타 혼다 츠바사         |
| 민왕                          | 정치 코미디 드라마 | TV 아사히  | 금요 나이트 드라마             | 엔도 켄이치 스다 마사키         |
| 옆자리 세키군과 루미짱의 사상 | 학원 드라마        | MBS        | 수요일 1:11 - 1:41             | 와타나베 유타로 토미타 시오리   |
| 마지스카 학원5                | 학원 드라마        | NTV → 훌루 | 화요일 0:59 - 1:59             | 시마자키 하루카 미야와키 사쿠라 |

| 작품 명                           | 장르        | 제작국    | 방송 시간                       | 주연                              |
| --------------------------------- | ----------- | --------- | ------------------------------- | --------------------------------- |
| 고독한 미식가 Season5             | 음식 드라마 | TV 도쿄   | 드라마 24                       | 마츠시게 유타카                   |
| 무통~진찰하는 눈~                 | 의학 드라마 | 후지 TV   | 후지 TV 수요일 밤 10시 드라마   | 니시지마 히데토시                 |
| 오키테가미 쿄코의 비망록          | 추리 드라마 | NTV       | 돗쿠                            | 아라가키 유이                     |
| 엔젤하트                          | 액션 드라마 | NTV       | 일요일 22:30 - 23:25            | 카미카와 타카야                   |
| 5시부터 9시까지~나를 사랑한 스님~ | 연애 드라마 | 후지 TV   | 게츠쿠                          | 이시하라 사토미 야마시타 토모히사 |
| 변두리 로켓                       | 기업 드라마 | TBS       | 일요극장                        | 아베 히로시                       |
| 사이렌 형사×그녀×전체 악녀        | 형사 드라마 | 간사이 TV | 간사이 TV 화요일 밤 10시 드라마 | 마츠자카 토리                     |
| 감옥학원-프리즌 스쿨-             | 학원 드라마 | MBS       | 수요일 1:11 - 1:41              | 나카가와 타이시                   |

## 2016년
| 작품 명                                         | 장르        | 제작국    | 방송 시간                      | 주연                      |
| ----------------------------------------------- | ----------- | --------- | ------------------------------ | ------------------------- |
| 프래자일                                        | 의학 드라마 | 후지 TV   | 후지 TV 수요일 밤 10시 드라마  | 나가세 토모야             |
| 스페셜리스트                                    | 형사 드라마 | TV 아사히 | TV 아사히 목요일 밤 9시 드라마 | 쿠사나기 츠요시           |
| 나를 보내지 마                                  | SF 드라마   | TBS       | 킨도라                         | 아야세 하루카             |
| 가족의 형태                                     | 가족 드라마 | TBS       | 일요극장                       | 카토리 싱고 우에노 주리   |
| 언젠가 이 사랑을 떠올리면 분명 울어버릴 것 같아 | 연애 드라마 | 후지 TV   | 게츠쿠                         | 아리무라 카스미 코라 켄고 |

| 작품 명                           | 장르               | 제작국    | 방송 시간                            | 주연                              |
| --------------------------------- | ------------------ | --------- | ------------------------------------ | --------------------------------- |
| 러브송                            | 러브 스토리 드라마 | 후지 TV   | 게츠쿠                               | 후쿠야마 마사하루 후지와라 사쿠라 |
| 중쇄를 찍자!                      | 오피스 드라마      | TBS       | TBS 화요드라마                       | 쿠로키 하루                       |
| 세상에서 가장 어려운 사랑         | 러브 스토리 드라마 | NTV       | 닛폰 TV 방송망 수요일 밤 10시 드라마 | 오노 사토시 하루                  |
| 99.9 -형사 전문 변호사-           | 변호사 드라마      | TBS       | 일요극장                             | 마츠모토 준                       |
| 유토리입니다만 무슨 문제 있습니까 | 휴먼 드라마        | NTV       | 일요일 22:00 - 22:54                 | 오카다 마사키                     |
| 굿 파트너 무적의 변호사           | 변호사 드라마      | TV 아사히 | 목요일 21:00 - 21:54                 | 타케노우치 유타카 마츠유키 야스코 |
| 저승사자입니다.                   | 러브 스토리 드라마 | NTV       | 돗쿠                                 | 후쿠시 소타                       |
| 불쾌한 과실                       | 연애 드라마        | TV 아사히 | 금요일 23:15 - 다음날 0:15           | 쿠리야마 치아키 이치하라 하야토   |

| 작품 명                     | 장르               | 제작국    | 방송 시간            | 주연            |
| --------------------------- | ------------------ | --------- | -------------------- | --------------- |
| 시간을 달리는 소녀          | SF 드라마          | NTV       | 돗쿠                 | 쿠로시마 유이나 |
| 좋아하는 사람이 있다는 것   | 러브 스토리 드라마 | 후지 TV   | 게츠쿠               | 키리타니 미레이 |
| 후회없이 사랑해             | 로맨스 드라마      | TBS       | TBS 화요드라마       | 타케이 에미     |
| 집을 파는 여자              | 사무실 드라마      | NTV       | 수요일 22:00 - 22:54 | 키타가와 케이코 |
| HOPE ~기대 제로의 신입사원~ | 사무실 드라마      | 후지 TV   | 일요일 21:00 - 21:54 | 나카지마 유토   |
| 사채꾼 우시지마 Season3     | 범죄 드라마        | MBS       | 월요일 0:50 - 1:20   | 야마다 타카유키 |
| 그·라·메!~총리의 요리사~    | 요리 드라마        | TV 아사히 | 금요 나이트 드라마   | 고리키 아야메   |

| 작품 명                               | 장르               | 제작국    | 방송 시간                            | 주연            |
| ------------------------------------- | ------------------ | --------- | ------------------------------------ | --------------- |
| 수수하지만 대단해! 교열걸 코노 에츠코 | 사무실 드라마      | NTV       | 닛폰 TV 방송망 수요일 밤 10시 드라마 | 이시하라 사토미 |
| 도망치는 건 부끄럽지만 도움이 된다    | 로맨스 드라마      | TBS       | TBS 화요드라마                       | 아라가키 유이   |
| 닥터-X~외과의·다이몬 미치코~ 제4기    | 의학 드라마        | TV 아사히 | TV 아사히 목요일 밤 9시 드라마       | 요네쿠라 료코   |
| 모래탑~너무 잘 아는 이웃              | 서스펜스 드라마    | TBS       | 킨도라                               | 칸노 미호       |
| 카인과 아벨                           | 러브 스토리 드라마 | 후지 TV   | 게츠쿠                               | 야마다 료스케   |

## 2017년
| 작품 명                                                         | 장르               | 제작국        | 방송 시간                  | 주연                                                                              |
| --------------------------------------------------------------- | ------------------ | ------------- | -------------------------- | --------------------------------------------------------------------------------- |
| 갑작 스럽지만 내일 결혼합니다                                   | 연애 드라마        | 후지 TV       | 월요일 21:00 - 21:54       | 니시우치 마리야                                                                   |
| 거짓말의 전쟁                                                   | 복수 드라마        | 간사이 TV     | 화요일 21:00 - 21:54       | 쿠사나기 츠요시                                                                   |
| 오사카 순환선 사람 역마다의 사랑 이야기 Part2                   | 연애 드라마        | 간사이 TV     | 수요일 0:55 - 1:25         |                                                                                   |
| 콰르텟                                                          | 로맨스 드라마      | TBS           | 화요일 22:00 - 22:54       | 마츠 타카코                                                                       |
| 호쿠사이와 밥만 있으면                                          | 음식 드라마        | 마이니치 방송 | 수요일 01:11 - 01:41       | 카미시라이시 모네                                                                 |
| 도쿄 타라레바 아가씨                                            | 러브 스토리 드라마 | 닛폰 TV       | 수요일 22:00 - 22:54       | 요시타카 유리코                                                                   |
| 렌탈의 사랑                                                     | 러브 스토리 드라마 | TBS           | 목요일 00:10 - 00:40       | 고리키 아야메                                                                     |
| 취활가족~분명, 잘 될 거야~                                      | 홈 드라마          | TV 아사히     | 목요일 21:00 - 21:54       | 미우라 토모카즈                                                                   |
| 미움받을 용기                                                   | 형사 드라마        | 후지 TV       | 목요일 22:00 - 22:54       | 카리나                                                                            |
| 마스야마 초능력사 사무소                                        | SF 드라마          | 요미우리 TV   | 목요일 23:59 - 다음날 0:54 | 다나카 나오키                                                                     |
| 세마리의 아저씨 3~정의의 아군 3 다시!!~                         | 시대극             | 테레비 도쿄   | 금요일 20:00 - 20:45       | 키타오오지 킨야                                                                   |
| 엄마, 딸을 그만합니까?                                          | 가족 드라마        | NHK           | 금요일 22:00 - 22:49       | 하루                                                                              |
| 하극상 시험                                                     | 홈 드라마          | TBS           | 금요일 22:00 - 22:54       | 아베 사다오                                                                       |
| 빼앗는 사랑, 겨울                                               | 연애 드라마        | TV 아사히     | 금요일 23:15 - 다음날 0:15 | 쿠라시나 카나                                                                     |
| 바이프레이야즈~만약 6명의 이름 조연이 쉐어 하우스에서 생활하면~ | 액션 드라마        | 테레비 도쿄   | 토요일 00:12 - 00:52       | 엔도 켄이치 오스기 렌 다구치 토모로오 테라지마 스스무 마츠시게 유타카 미츠이시 켄 |
| 두부 프로레슬링                                                 |                    | TV 아사히     | 토요일 00:35 -             |                                                                                   |
| 야마다 타카유키의 칸 영화제                                     | 다큐멘터리 드라마  | 테레비 도쿄   | 토요일 0:52 - 1:23         | 야마다 타카유키                                                                   |
| 슈퍼 샐러리맨 사에나이 씨                                       | SF 드라마          | 닛폰 TV       | 토요일 21:00 - 21:54       | 츠츠미 신이치                                                                     |
| 은과 금                                                         | 복수 드라마        | 테레비 도쿄   | 일요일 00:20 - 00:50       | 이케마츠 소스케                                                                   |
| 단스이!                                                         | 학원 드라마        | 닛폰 TV       | 일요일 00:55 - 01:25       | 마츠다 료                                                                         |
| 여자 성주 나오토라                                              | 대하 드라마        | NHK           | 일요일 20:00 - 20:45       | 시바사키 코우                                                                     |
| 대빈곤                                                          |                    | 후지 TV       | 일요일 21:00 - 21:54       | 코유키                                                                            |
| A LIFE~사랑스러운 사람~                                         | 러브 스토리 드라마 | TBS           | 일요일 21:00 - 21:54       | 기무라 타쿠야                                                                     |
| 시각탐정 히구라시 타비토                                        | 탐정 드라마        | 닛폰 TV       | 일요일 22:00 - 23:25       | 마츠자카 토리                                                                     |

| 작품 명                                           | 장르        | 제작국      | 방송 시간            | 주연            |
| ------------------------------------------------- | ----------- | ----------- | -------------------- | --------------- |
| CRISIS 공안 기동 수사대 특수반                    |             | 간사이 TV   | 화요일 21:00 - 21:54 | 오구리 슌       |
| 낚시 바보 일지 Season2 햅쌀 사원 하마사키 덴 스케 |             | 테레비 도쿄 | 금요일 20:00 - 20:45 | 하마다 가쿠     |
| 고독한 미식가 시즌6                               | 요리 드라마 | 테레비 도쿄 | 토요일 00:12 - 00:52 | 마츠시게 유타카 |
| 사쿠라코 씨의 발밑에는 시체가 묻혀 있다           |             | 후지 TV     | 일요일 21:00 - 21:54 | 미즈키 아리사   |

| 작품 명                                 | 장르               | 제작국  | 방송 시간            | 주연              |
| --------------------------------------- | ------------------ | ------- | -------------------- | ----------------- |
| 코드 블루 -닥터헬기긴급구명- 3rd season | 의학 드라마        | 후지 TV | 월요일 21:00 - 21:54 | 야마시타 토모히사 |
| 미안하다, 사랑한다                      | 러브 스토리 드라마 | TBS     | 일요일 21:00 - 21:54 | 나가세 토모야     |

## 2018년
| 작품 명                                         | 장르          | 제작국         | 방송 시간 | 주연              |
| ----------------------------------------------- | ------------- | -------------- | --------- | ----------------- |
| 해파리 공주                                     | 연애 드라마   | 후지 TV        | 월요21    | 요시네 쿄코       |
| FINAL CUT                                       | 액션 드라마   | 간사이 TV      | 화요21    | 카메나시 카즈야   |
| 네가 마음에 자리 잡았다                         | 연애 드라마   | TBS            |           | 요시오카 리호     |
| anone                                           | 휴먼 드라마   | 닛폰 TV 방송망 |           | 히로세 스즈       |
| BG~신변경호인~                                  | 휴먼 드라마   | TV 아사히      |           | 기무라 타쿠야     |
| 이웃집 가족은 푸르게 보인다                     | 홈 드라마     | 후지 TV        |           | 후카다 쿄코       |
| 리피트~운명을 바꾸는 10개월~                    | SF 드라마     | 요미우리 TV    |           | 칸지야 시호리     |
| 특명형사 확보 여자                              | 형사 드라마   | TV 도쿄        |           | 나토리 유코       |
| 언내추럴                                        | 의료 드라마   | TBS            |           | 이시하라 사토미   |
| 쉬쉬 겨울~우리집 문제 없었하게~                 | 홈 드라마     | 닛폰 TV 방송망 |           | 야마다 료스케     |
| 목숨을 팝니다                                   | 범죄 드라마   | BS재팬         |           | 나카무라 아오이   |
| 가족의 여정~가족을 살해당한 남자와 살해한 남자~ | 휴먼 드라마   | 도카이 TV      |           | 타키자와 히데아키 |
| 99.9 -형사 전문 변호사- 시즌 2                  | 변호사 드라마 | TBS            |           | 마츠모토 준       |
| 결정타 키스                                     | 연애 드라마   | 닛폰 TV 방송망 |           | 야마자키 켄토     |

| 작품 명                             | 장르            | 제작국         | 방송 시간            | 주연              |
| ----------------------------------- | --------------- | -------------- | -------------------- | ----------------- |
| 컨피던스 맨 JP                      | 범죄 드라마     | 후지 TV        | 월요21               | 나가사와 마사미   |
| 헤드헌터                            | 비즈니스 드라마 | TV 도쿄        | 월요22               | 에구치 요스케     |
| 시그널 장기 미제 수사반             | 형사 드라마     | 간사이 TV      | 화요22               | 사카구치 켄타로   |
| 꽃보다 맑음 ~꽃남 넥스트 시즌~      |                 | TBS            | 화요22               | 스기사키 하나     |
| 특수 9                              | 판사 드라마     | TV 아사히      | 수요21               | 이노하라 요시히코 |
| 몬테 크리스토 백작 ~화려한 복수~    | 복수 드라마     | 닛폰 TV 방송망 | 수요22               | 딘 후지오카       |
| 러브 리런                           | 연애 드라마     | 요미우리 TV    | 수요24               | 나카무라 안       |
| 집사 사이온지의 명추리              | 추리 드라마     | TV 도쿄        | 금요20               | 카미카와 타카야   |
| 가정부 남자 미타조노                | 휴먼 드라마     | TV 아사히      | 금요23               | 마츠오카 마사히로 |
| MISS 데빌 인사의 악마 츠바키 마사코 | 오피스 드라마   | 닛폰 TV 방송망 | 토요22               | 나나오            |
| 아재's 러브                         | 연애 드라마     | TV 아사히      | 토요23               | 타나카 케이       |
| 언제까지나 흰 날개                  | 청춘 드라마     | 후지 TV        | 토요23~24            | 신카와 유아       |
| 목소리 걸!                          |                 | 아사히 방송    | 일요일 02:30 ~ 04:00 | 후쿠하라 하루카   |
| 블랙 페앙                           | 의료 드라마     | TBS            | 일요21               | 니노미야 카즈나리 |
| 벼랑 끝 호텔                        | 시트콤          | 닛폰 TV 방송망 | 일요22               | 이와타 타카노리   |

| 작품 명                            | 장르        | 제작국         | 방송 시간 | 주연                        |
| ---------------------------------- | ----------- | -------------- | --------- | --------------------------- |
| 절대 영도 ~미인 범죄 잡입 수사~    | 형사 드라마 | 후지 TV        | 월요21    | 사와무라 잇키               |
| 라스트 찬스 재생 청부인            | 경제 드라마 | TV 도쿄        | 월요22    | 나카무라 토오루             |
| 건강하고 문화적인 최저 한도의 생활 | 사회 드라마 | 간사이 TV      | 화요21    | 요시오카 리호               |
| 장모와 딸의 블루스                 | 홈 드라마   | TBS            | 화요22    | 아야세 하루카               |
| 하게타카                           | 경제 드라마 | TV 아사히      | 목요21    | 아야노 고                   |
| 굿 닥터                            | 의료 드라마 | 후지 TV        | 목요22    | 야마자키 켄토               |
| 탐정이 너무 빨리                   | 탐정 드라마 | 요미우리 TV    | 목요23~24 | 타키토 켄이치               |
| 치어 댄스                          | 학원 드라마 | TBS            | 금요22    | 츠치야 타오                 |
| 디리                               |             | TV 아사히      | 금요23    | 야마다 타카유키 스다 마사키 |
| 서바이벌 웨딩                      | 연애 드라마 | 닛폰 TV 방송망 | 토요22    | 하루                        |
| 히모멘                             | 사회 드라마 | TV 아사히      | 토요23    | 쿠보타 마사타카             |
| 언젠가 이비가 그치는 날까지        |             | 도카이 TV      | 토요23~24 | 와타나베 마유               |
| 이 세상의 한구석에                 | 역사 드라마 | TBS            | 일요21    | 마츠모토 호노카             |
| 벼랑 끝 호텔                       | 시트콤      | 닛폰 TV 방송망 | 일요22    | 이와타 타카노리             |

| 작품 명                         | 장르          | 제작국         | 방송 시간 | 주연                        |
| ------------------------------- | ------------- | -------------- | --------- | --------------------------- |
| 슈츠                            | 변호사 드라마 | 후지 TV        | 월요21    | 오다 유지                   |
| 허래스먼트 게임                 | 경제 드라마   | TV 도쿄        | 월요22    | 카라사와 토시아키           |
| 우리는 기적 수있다              |               | 간사이 TV      | 화요21    | 타카하시 잇세이             |
| 중학성일기                      | 학원 드라마   | TBS            | 화요22    | 아리무라 카스미             |
| 짐승이 될 수없는 우리           | 연애 드라마   | 닛폰 TV 방송망 | 수요22    | 아라가키 유이 마츠다 류헤이 |
| 리갈 V~전 변호사·타카나시 쇼코~ | 경제 드라마   | TV 아사히      | 목요21    | 요네쿠라 료코               |
| 황혼유성군                      | 연애 드라마   | 후지 TV        | 목요22    | 사사키 쿠라노스케           |
| 블랙 스캔들                     |               | 요미우리 TV    | 목요23~24 | 야마구치 사야카             |
| 대연애~나를 잊지 너와           | 연애 드라마   | TBS            | 금요22    | 토다 에리카                 |
| 나와 싯포와 카구라자카          | 의학 드라마   | TV 아사히      | 금요23    | 아이바 마사키               |
| 도로케이 -경시청 수사 3과-      | 연애 드라마   | 닛폰 TV 방송망 | 토요22    | 나카지마 켄토               |
| 당신은 전달하지                 | 사회 드라마   | TV 아사히      | 토요23    | 기무라 요시노               |
| 결혼 상대는 추첨으로            |               | 도카이 TV      | 토요23~24 | 노무라 슈헤이               |
| 변두리 로켓 2                   | 회사 드라마   | TBS            | 일요21    | 아베 히로시                 |
| 오늘부터 우리는!!               | 학원 드라마   | 닛폰 TV 방송망 | 일요22    | 카쿠 켄토                   |

## 2019년
| 작품 명             | 장르          | 제작국         | 방송 시간 | 주연            |
| ------------------- | ------------- | -------------- | --------- | --------------- |
| 집 파는 여자의 역습 | 오피스 드라마 | 닛폰 TV 방송망 | 수요22    | 키타가와 케이코 |

## 같이 보기
- 2010년대 텔레비전 드라마 목록
- 2000년대 일본의 텔레비전 드라마 목록
- 2020년대 일본의 텔레비전 드라마 목록